# Vela Penčeva
Vela Penčeva, coniugata Mineva (in bulgaro Вела Пенчева-Минева?; Gabrovo, 11 marzo 1936), è un'ex cestista bulgara.

## Carriera
Con la Bulgaria disputò tre edizioni dei Campionati europei (1956, 1960, 1962).